# Maestro di Ambrass
Il Maestro di Ambrass (fl. XV secolo) è stato un pittore anonimo ceco attivo probabilmente a Praga alla fine del XV secolo.

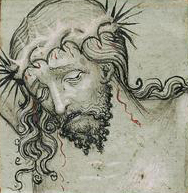
Testa di Cristo crocifisso del Maestro di Ambrass

Con questo nome si designa l'anonimo autore di una raccolta di studi e soggetti (databili all'inizio del XV secolo), impiegati come modelli in botteghe di pittori. Tra i soggetti dell'album sono: busti del Cristo, della Vergine, di santi, di Crocifissione e di Annunciazioni. I disegni, raccolti in gruppi di quattro, sono racchiusi entro quattordici piccole tavole incorniciate. Tre disegni indipendenti raffiguranti: un Filosofo e Astronomo, una Sibilla ed un San Giovanni Evangelista, (Biblioteche di Dessau e di Erlangen), e il disegno con i Tre Magi (1370-80 circa: Biblioteca di Braunschweig), sono probabilmente anch'essi parte dell'album.
Il marcato realismo dei disegni, se ha fatto pensare da una parte ad un contatto dell'anonimo maestro con la coeva scuola franco-fiamminga, ha d'altra parte messo in luce la vicinanza dell'anonimo al cosiddetto Maestro del Martiriologio di Gerona ed al Maestro dell'Altare di Rajhrad. All'artista, a cui viene accostato l'altare di Pähl e l'Epitaffio di Jean de Jeřeňe (1395: Praga, Nardonie Gallerie), è attribuita molto dubitativamente anche una Annunciazione (Cambridge, Fogg Art Museum).